# Associação Nacional de Museus do País de Gales

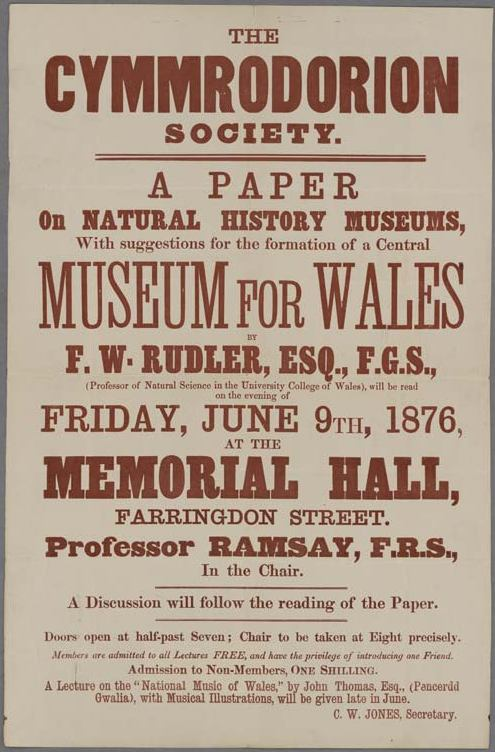
Cartaz feito pela Honourable Society of Cymmrodorion (SociedadeHonorável de Cymmrodorion) sugerindo a criação do Museu Nacional do País de Gales.

A Associação Nacional de Museus do País de Gales (Amgueddfa Cymru, em galês), inicialmente, Associação dos Museus e Galerias do País de Gales, é uma instituição mantida pelo governo gales que tem inclui sete museus do País de Gales:
- Museu Nacional de Cardiff
- Museu Nacional de História de St. Fagans (em Cardiff)
- Museu Nacional das Jazidas de Carvão Mineral (em Blaenavon)
- Museu Nacional da Lã (em Dre-fach Felindre, próximo a Llandysul)
- Museu Nacional da Ardósia (em Llanberis)
- Museu Nacional Legionário Romano (em Caerleon)
- Museu Nacional Beira-Mar (em Swansea)

Além destes locais, a organização é responsável pela Oriel y Parc, uma galeria de arte paisagística galesa, em St. David’s, em parceria com os coordenadores Parque Costeiro Nacional de Pembrokeshire. O Centro Nacional de Coleções em Nantgarw é utilizado como um depósito pelo ANMP.

## Diretores da Associação Nacional de Museus do País de Gales
- William Evans Hoyle (1908–1924)
- Sir Mortimer Wheeler (1925–1926)
- Sir Cyril Fox (1926–1948)
- D. Dilwyn John (1948–1968)
- Gwyn Jones (1968–1977)
- Douglas Bassett (1977–1985)
- David W. Dykes (1986–1989)
- Alastair Wilson (1989–1993)
- Colin Ford (1993–1998)
- Anna Southall (1998–2002)
- Michael Houlihan (2003–2010) David Anderson (2010–)

## Galeria de fotografia

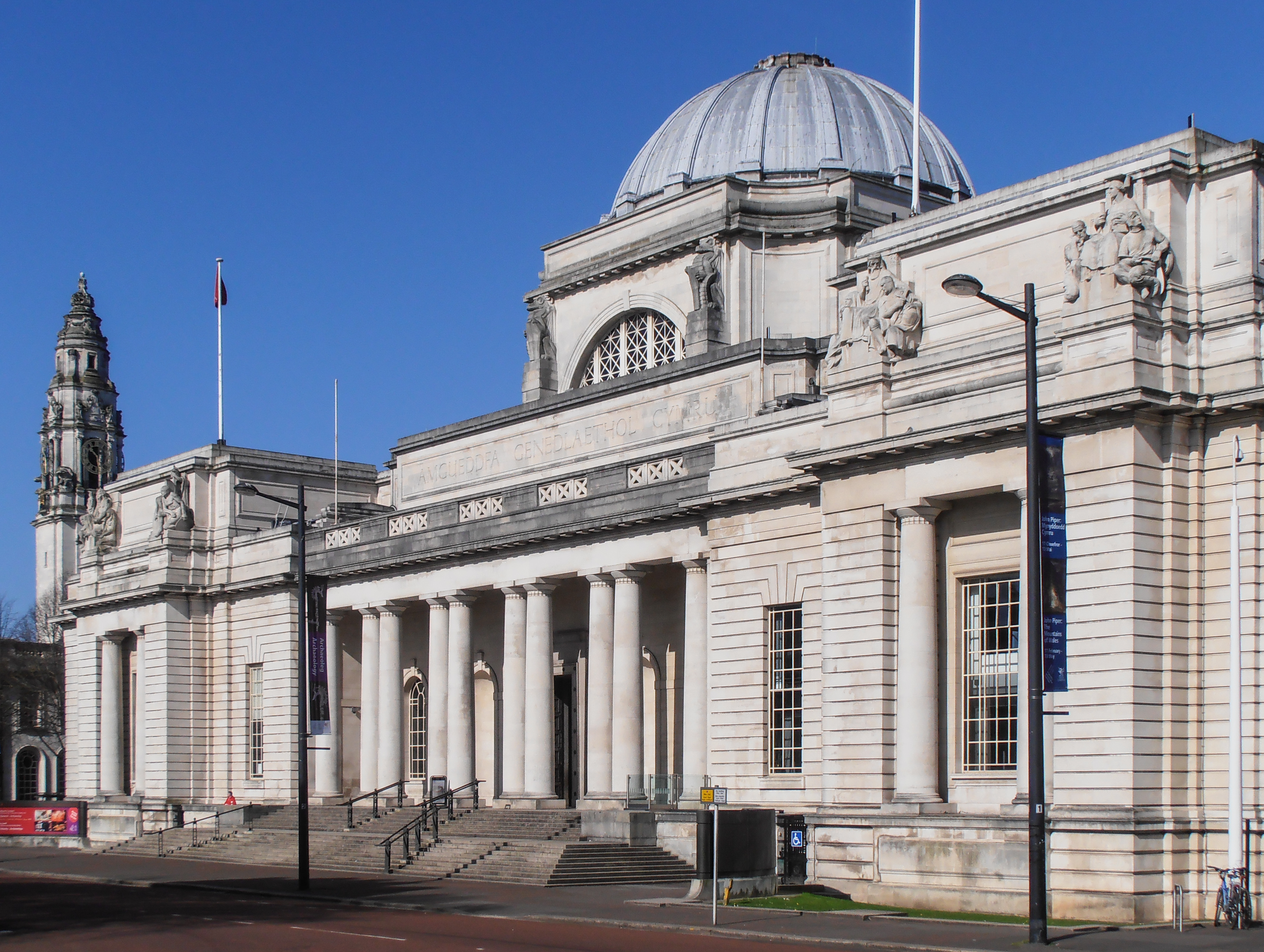
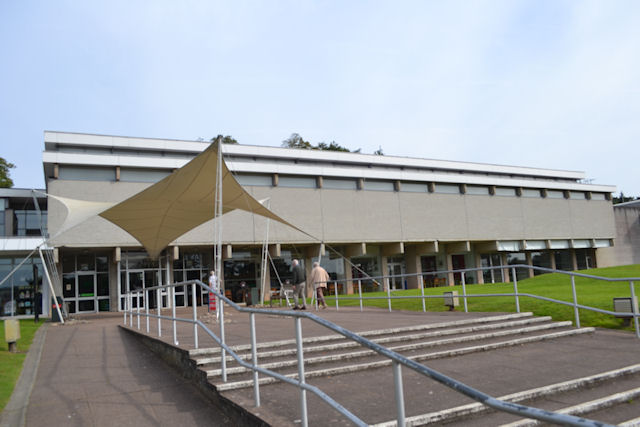
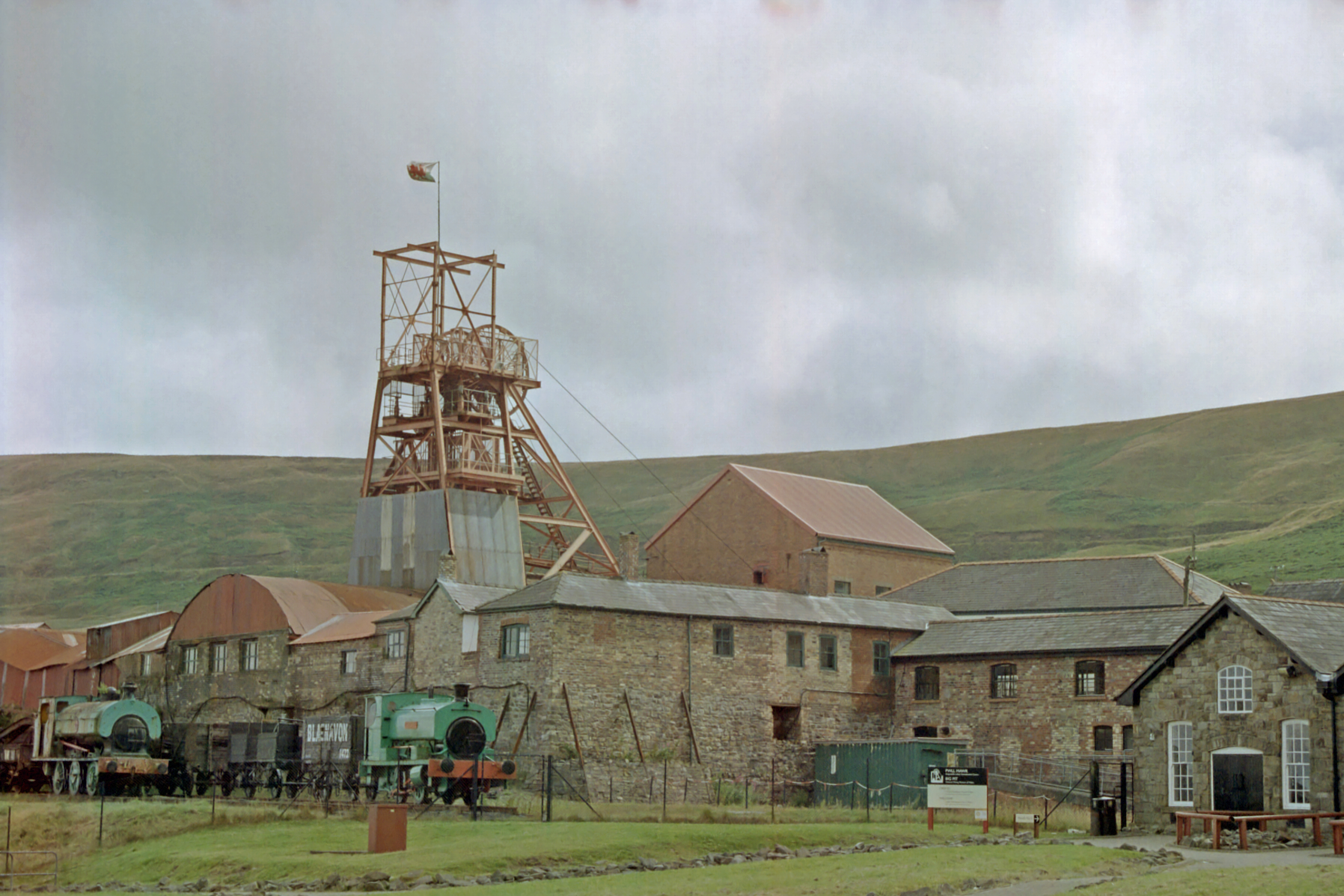
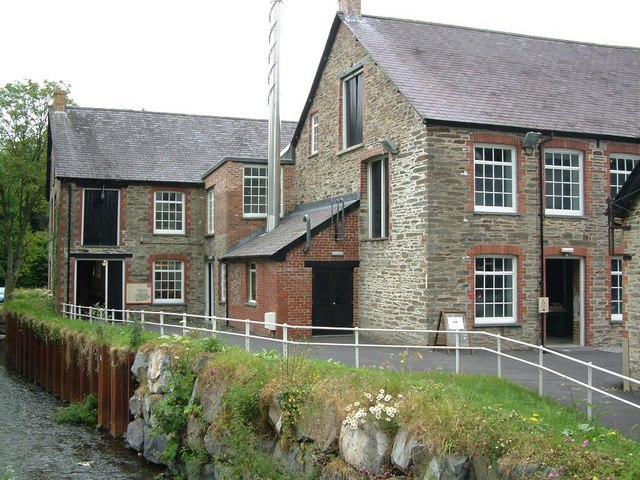
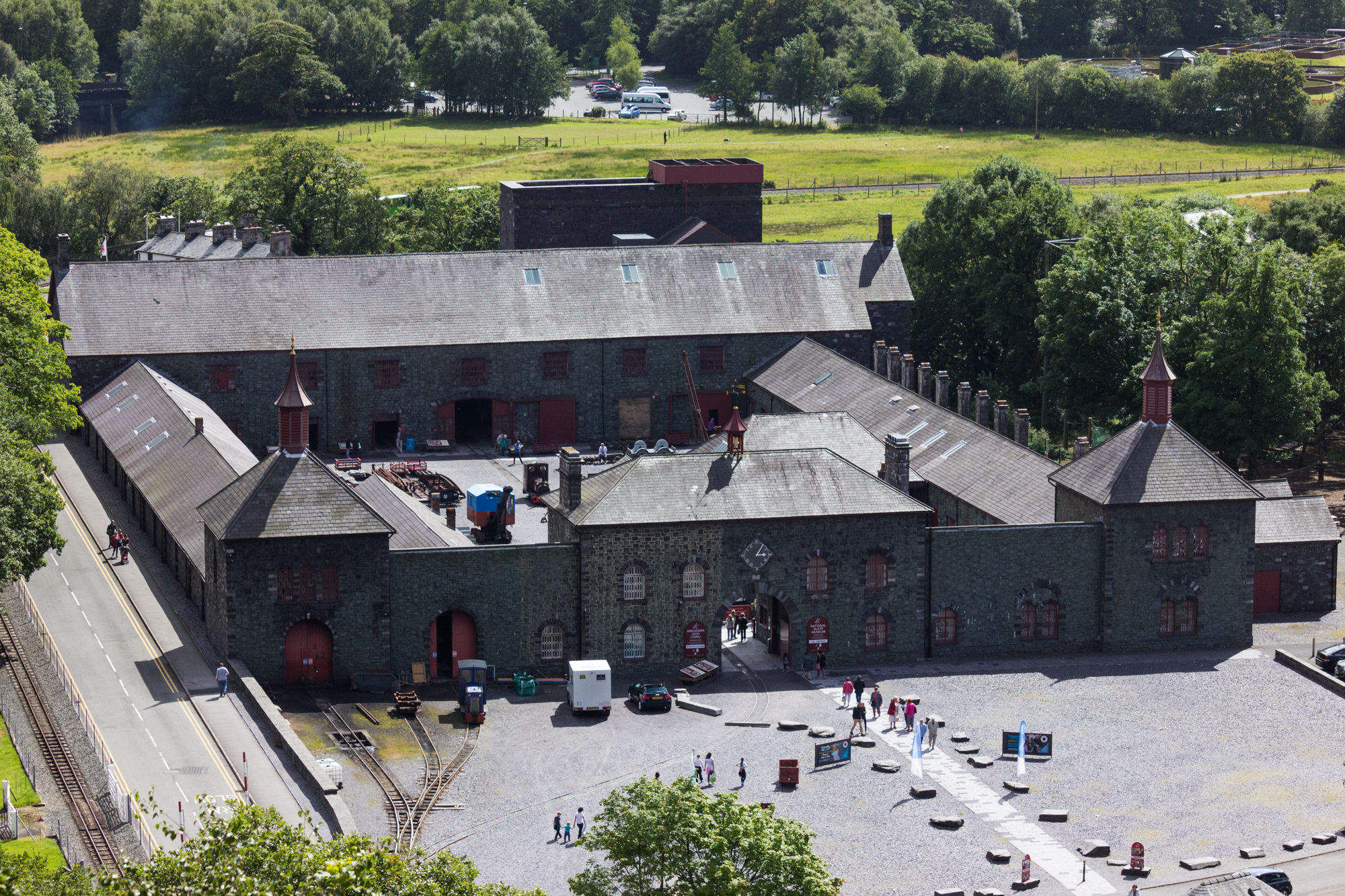
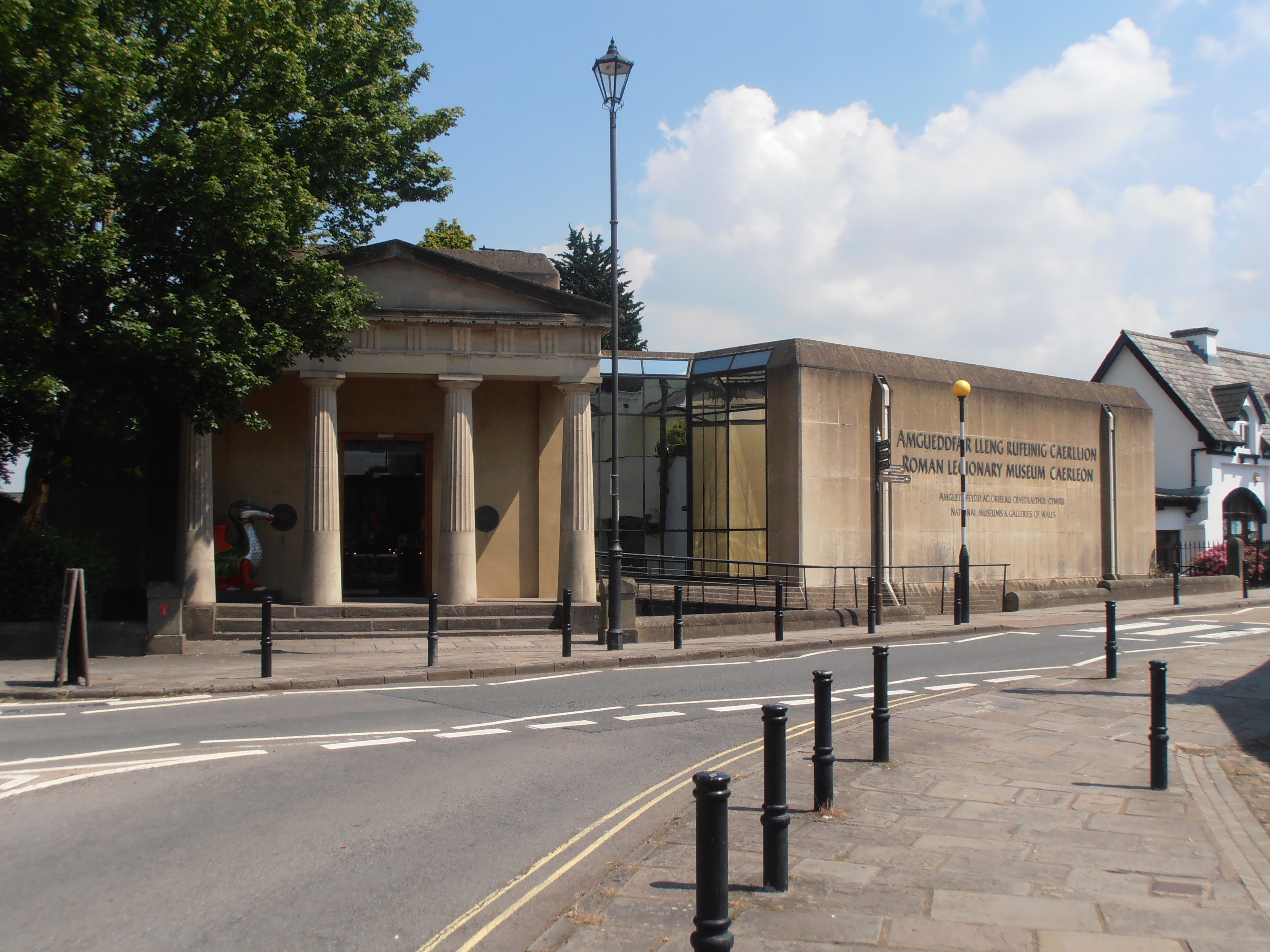
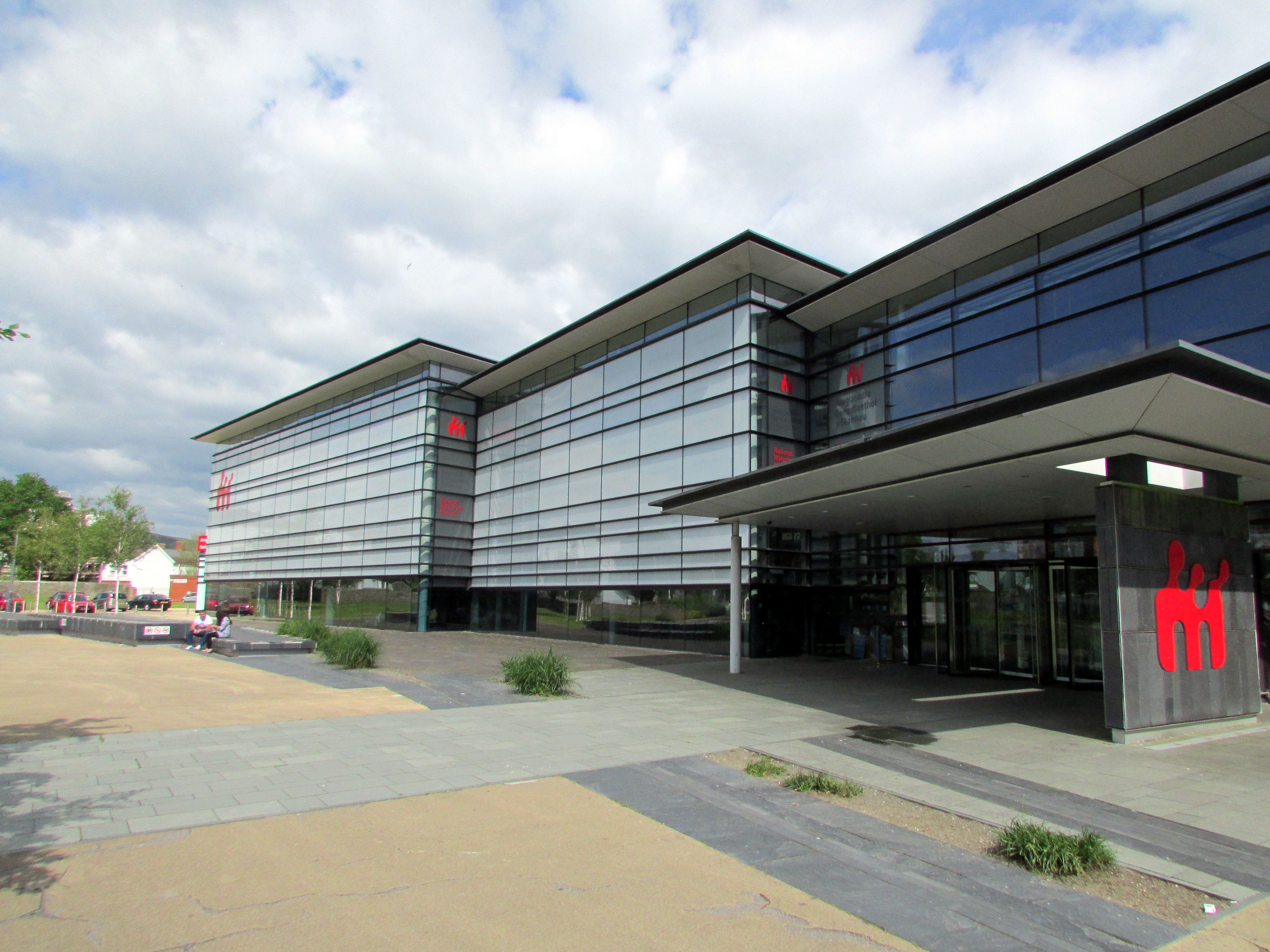